# دشار الكبير (بوقرة)
دشار الكبير هو دُوَّار يقع بجماعة قلعة بوقرة، إقليم وزان، جهة طنجة تطوان الحسيمة في المملكة المغربية. ينتمي الدوّار لمشيخة بوقرة التي تضم 14 دوار. يقدر عدد سكانه بـ 1015 نسمة حسب الإحصاء الرسمي للسكان والسكنى لسنة 2004.

## روابط خارجية
- البوابة الوطنية للجماعات الترابية نسخة محفوظة 12 مارس 2018 على موقع واي باك مشين.
- المندوبية السامية للتخطيط